# Bara Margit

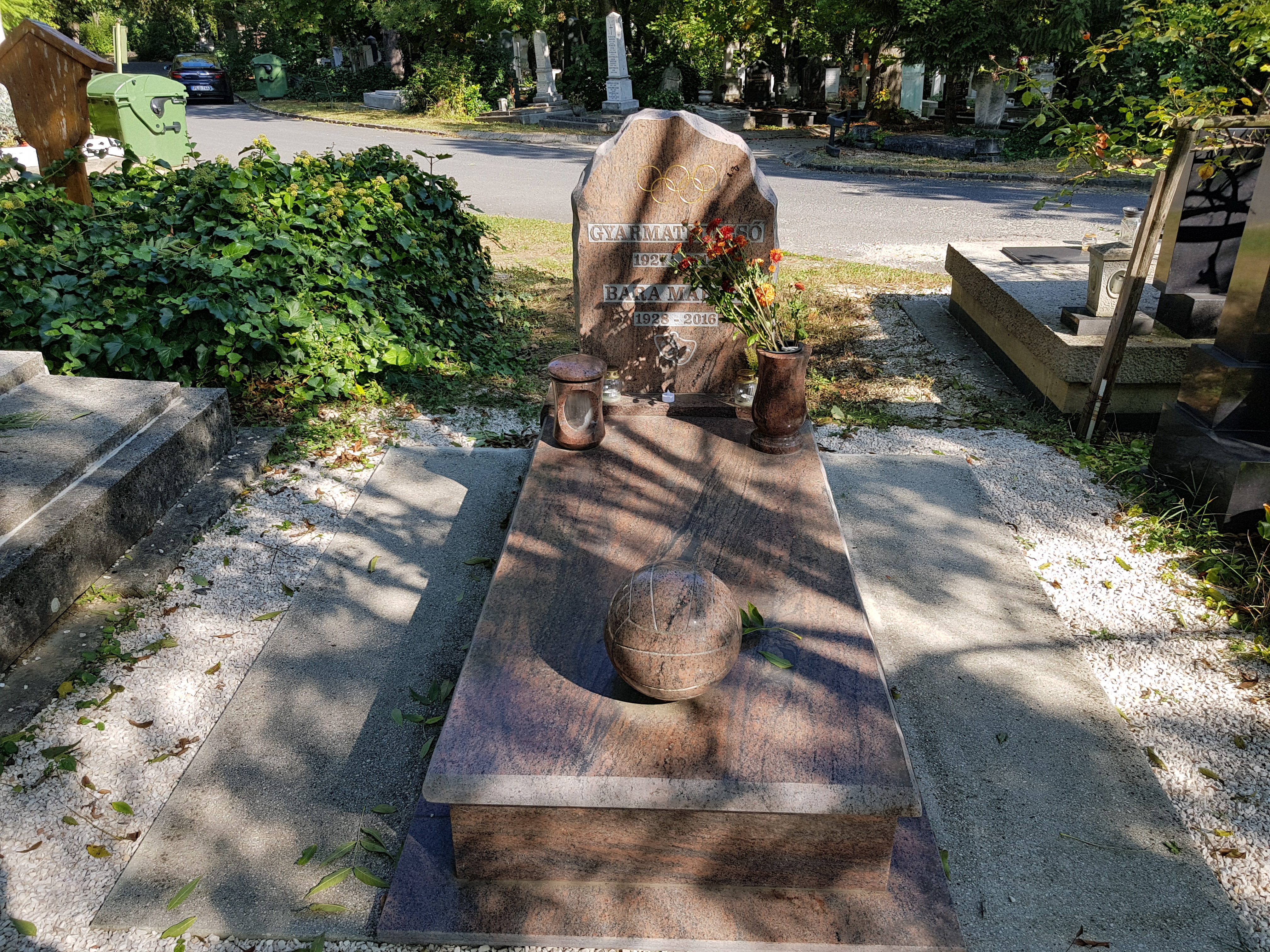
Síremléke a Farkasréti temetőben.

Bara Margit Éva (Kolozsvár, 1928. június 21. – Budapest, 2016. október 25.) Kossuth- és Balázs Béla-díjas magyar színművésznő. Székely eredetű családnevének eredeti formája Barra volt, édesapja változtatta meg Barára. 1955-ben települt át Magyarországra. Noha színházban is folyamatosan játszott, magyarországi népszerűségét elsősorban filmszerepeinek köszönheti, hiszen az 1950-es, 1960-as évek több sikeres és jelentős alkotásában alakított fontos szerepeket. Több nyelven beszélt, a magyaron kívül románul, franciául, angolul és spanyolul. Pályafutását rosszindulatú és alaptalan pletykahadjárat törte derékba, melynek következményeként az újabb filmszerepek elmaradoztak, a színházban pedig tehetségéhez, művészi rangjához méltatlan feladatokat kapott. 1977-ben úgy döntött, hogy végleg visszavonul a színészi pályáról.

## Filmszínésznői pályafutása
Bara Margit a kolozsvári Színiakadémián tanult egy évig. Mivel az iskolát áthelyezték Marosvásárhelyre, a művésznő nem folytatta tovább a tanulmányait, mert 1945-ben a Kolozsvári Magyar Színház művésze lett. Eredetileg balerina szeretett volna lenni, táncolni is tanult, alkati adottságai azonban nem voltak megfelelőek erre a pályára.
Az 1950-es évek közepén Magyarországra települt, itt kezdett el filmezni 1956-ban. Ranódy László Szakadék című alkotásában játszotta a női főszerepet Bessenyei Ferenc és Sinkovits Imre partnereként. A történet főszereplője az egykori szegény parasztfiúból lett tanító, aki azzal a meggyőződéssel tér vissza a falujába, hogy a gazdagok és szegények közötti szakadék némi jó szándékkal és segítőkészséggel áthidalható lenne. Az élet azonban nem ilyen egyszerű még a filmekben sem. Darvas József drámájának megfilmesítése sem volt egyszerű, hiszen a forgatókönyv már 1943-ban elkészült, de csak 13 évvel később valósulhatott meg.
Ranódy a következő filmjében is főszerepet osztott Bara Margitra: A tettes ismeretlen (1957) egy vízivárosi bérház életébe nyújt bepillantást néhány évvel a háború után. Az apró emberi tragédiák egy nagy tragédiába torkollanak: a házban lakó gyerekek egyike aknagránátot talál, ami felrobban. További szereplők: Ajtay Andor, Bárdy György, Makláry Zoltán, Mezei Mária, Dajka Margit, Tolnay Klári és Páger Antal. Ugyanebben az évben készült a magyar filmgyártás egyik emlékezetes darabja, a Bakaruhában (1957) is. A Hunyady Sándor műve alapján Fehér Imre rendezésében forgatott film az 1910-es években játszódik. Vilma, a szép cselédlány (Bara Margit) egyik vasárnapi kimenőjén megismerkedik egy egyenruhás széptevővel, aki egy parasztgazda fiának hazudja magát. A tiszta szívű, őszinte leány csak későn döbben rá arra, hogy kedvese milyen rút módon becsapta őt. További szereplők: Darvas Iván, Pécsi Sándor, Lázár Mária, Márkus László és Szirtes Ádám.
Gertler Viktor Láz (1957) című alkotása a magyar bauxittermelés beindulásának idején lejátszódó emberi drámákat ábrázolja Bessenyei Ferenc, Bara Margit, Csákányi László és Gordon Zsuzsa főszereplésével. Szabó Pál író könyvéből Máriássy Félix rendezte a Csempészek (1958) című filmet. Főszereplői, a jó kiállású, családos, magyar, munka nélküli parasztember (Agárdy Gábor) és a vonzó román özvegyasszony (Bara Margit) egyaránt  közszükségleti dolgok csempészésével kénytelenek szeretteik megélhetését biztosítani. A közös sors elfedi a származási, nyelvi és szokásbeli különbségeket. Hiába találnak azonban egymásra, nincs már menekvés számukra életformájuk következményei elől.

Az 1959-es esztendő újabb emlékezetes szerepeket hozott a színésznő számára. Jókai Mór regénye alapján készült a Szegény gazdagok című romantikus kalandfilm, amelyben Anicát, a veszedelmes bandita, az álarcos Fatia (eredeti helyesírással: Faţă) Negra román kedvesét alakította. A rendező Bán Frigyes, a főbb szerepeket Benkő Gyula, Krencsey Marianne és Láng József játszották. Makk Károly Ház a sziklák alatt (1959) című alkotásának főhőse, Kós Ferenc (Görbe János) a háborúból betegen tér haza, otthon azonban szomorú hír várja, felesége meghalt. Kisfiukat púpos sógornője (Psota Irén) nevelte, Ferenc azonban nem őt, hanem a szépséges Zsuzsát (Bara Margit) veszi feleségül, és ez a döntése családi boldogságába kerül. 1921-ben, a Tanácsköztársaság bukása után játszódik Keleti Márton Pár lépés a határ című filmje, melyben a művésznő az egykori népbiztos (Szirtes Ádám) menyasszonyát alakítja, aki segít a megtorlás elől menekülő kedvesének átjutni a határon.
Kovács András Zápor (1961) című alkotásában Bara Margit játszotta Marit, aki kénytelen elviselni öregedő férje (Páger Antal) durvaságait. Ezt a helyzetet próbálja kihasználni Miskei (Bessenyei Ferenc), aki udvarolni kezd az asszonynak, ám az nem viszonozza az érzelmeit. Marton Endre rendezésében készült a Katonazene (1961) című film, amelyben a művésznő szintén olyan férjes asszonyt játszik, akinek kegyeit másik férfi is szeretné elnyerni, de hiába. A tolakodó udvarlásnak végül a férj esik áldozatául, akit hátulról lelőnek, ám a mundér védelmében mégsem a valódi tettes bűnhődik meg. (További főszereplők: Kállai Ferenc, Básti Lajos, Páger Antal, Szirtes Ádám és Őze Lajos.)
Fejér Tamás Kertes házak utcája (1962) című filmje a maga idejében merésznek mondható témát vizsgál, nevezetesen azt, hogy az anyagi jólét vagy éppen annak hiánya miként teszi boldogtalanná az embereket. Az 1960-as évek elején ugyanis még merészség volt arról forgatni, hogy a szocializmusban netán boldogtalanok is lehetnek az emberek. Ranódy László emlékezetes Kosztolányi-adaptációjában, a Pacsirtában (1963) is jutott feladat Bara Margitnak Tolnay Klári, Páger Antal és Nagy Anna partnereként. Herskó János Párbeszéd (1963) című alkotása az akkori közelmúlt történelmét, az 1945 és 1960 közötti éveket vizsgálja egy kommunista házaspár sorsán keresztül. Főszereplők: Semjén Anita, Sinkovits Imre, Sztankay István és Törőcsik Mari.
A Pacsirta után néhány évvel Ranódy László egy másik Kosztolányi-műből is emlékezetes filmet forgatott, az Aranysárkányt (1966), amely egy gimnáziumi tanár tragédiáját ábrázolja hiteles környezetrajzzal, kitűnő színészi alakításokkal, melyek többek között Mensáros László, Béres Ilona és Tahi Tóth László nevéhez fűződnek. Bara Margit ebben a filmben Flóri nénit játszotta. Kovács András Hideg napok (1966) című drámája a „magyar új hullám” nemzetközileg is elismert kiemelkedő darabjának számít, és az 1942-es újvidéki razzia történetét idézi fel a Népbíróság ítéletére váró felelősök visszaemlékezései nyomán. Főszereplők: Latinovits Zoltán, Darvas Iván, Szirtes Ádám és Szilágyi Tibor. Bara Margit az egyik katonatiszt feleségét alakította, aki tévedésből maga is a véres események áldozatául esik. Nagyobb szerepet már csak Horváth Jenő Platonov szerelmei című filmjében kapott Darvas Iván, Mádi Szabó Gábor, Sinkó László, Szirtes Ádám és Tordai Teri mellett.
A színésznő ezt követően már csak kis szerepeket kapott filmen. Játszott Máriássy Félix Imposztorok (1969) című alkotásában, majd Herskó János hívta meg az N.N., a halál angyala (1970) című filmjébe. A művésznő szerepelt a részben Magyarországon forgatott, és a legjobb külföldi filmnek járó Oscar-díjra nevezett Hazudós Jakab (1975) című NDK-beli drámában, amely a második világháború idején játszódik. Utolsó filmszerepe a Megtörtént bűnügyek című krimisorozat 1977-ben forgatott Iskolatársak voltak című epizódjában volt, melyben a rendőrség egy férfi és lánya eltűnésének ügyében kezd el nyomozni. Eleinte úgy tűnik, az eltűntek Nyugatra disszidáltak, hiszen illegálisan valóban az volt a szándékuk, ám a nyomozás kideríti, hogy mi is történt velük valójában.

## Az Onódy-ügy
Bara Margit sikeres karrierjét egy alaptalan és rosszindulatú rágalomhadjárat törte derékba, amely ellen a művésznő védekezni sem tudott, hiszen pletykákról volt szó, hivatalosan semmi sem hangzott el ellene, megvádolói sosem adták nevüket és arcukat a rágalmakhoz. Az ügy Onódy Lajosnak, az Éttermi és Büfé Vállalat akkori igazgatójának büntetőügyéhez kapcsolódik. Onódy ellen a rendőrség 1964-ben kezdett nyomozni csalás és sikkasztás vádjával; az esetnek egyértelmű politikai vonatkozásai is voltak. Az eljárás idején felröppent pletykák szerint az Onódy irányítása alatt álló mulatóhelyeken vad tivornyák, fékevesztett orgiák zajlottak magas beosztású funkcionáriusok és a legszebb magyar művésznők, köztük Bara Margit közreműködésével.
Az állítólagos orgiák a hivatalos büntetőügyben nem szerepeltek, és azóta sem derült ki, hogy ki és miért keverte bele éppen Bara Margitot ebbe az ügybe. Onódy és Bara nem is ismerték egymást, és a pletykákat később Onódy is cáfolta. Mindezek ellenére Bara Margit a pletykakampány nyomán mindinkább kiszorult a pályáról, nem kapott jelentős szerepeket, és végül maga döntött úgy, hogy a méltatlan és megalázó körülmények között nem dolgozik tovább. A rendszerváltás után sem fogadott már el semmilyen felkérést.
Az ügyről a médiában egészen a rendszerváltásig nem lehetett beszélni. A művészvilág – a színésznő visszaemlékezései szerint – nem állt Bara Margit mellé. Egyedül csak Szirtes Ádám állt ki mellette, aki elment az illetékes kerületi pártbizottságra, és felháborodásában, hogy mit műveltek Barával, lecsapta a pártkönyvét az asztalra és tiltakozásul kilépett a pártból.

## Családja
Bara Margit kétszer ment férjhez. Első férje, Halász Géza színész öngyilkos lett. Másodjára Gyarmati Dezső vízilabdázóval kötötte össze az életét, akivel 1964-ben házasodott össze és férje elhunytáig, 2013-ig éltek házasságban. 4 évvel házasságkötésük után kislányuk született, Terézia Eszter. A házaspár az 1970-es évek elején egy ideig Kolumbiában élt, ahol Gyarmati szövetségi kapitány volt. Unokái Szilágyi Liliána és Szilágyi Gerda válogatott úszók.

## Halála
2016. október 25-én hajnalban hunyt el hosszan tartó, súlyos betegség után. Budapest és az Emberi Erőforrások Minisztériuma saját halottjává nyilvánította. Halála estéjén az M5 több műsorral emlékezett a Kossuth-díjas művészre. Levetítettek róla egy 2004-es portréműsort, később pedig a Bakaruhában című 1957-es magyar filmdrámát adták le, amely egykor az országos népszerűséget hozta el neki.
2016. november 11-én kísérték utolsó útjára a budapesti Farkasréti temetőben.
| - Farkas–Ratkó-díj (1964) - Balázs Béla-díj (1967) - A Magyar Köztársasági Érdemrend tisztikeresztje (1992) - Kossuth-díj (2002) - Magyar Filmszemle Életműdíja (2011) - Budapest díszpolgára (2012) | - 1945–1955 Kolozsvári Magyar Színház - 1955–1957 Petőfi Színház, Budapest - 1957–1966 Nemzeti Színház, Budapest - 1966–1978 József Attila Színház, Budapest |

## Emlékezetes színpadi szerepei
A Színházi adattárban regisztrált bemutatóinak száma: 34; ugyanitt harminchét színházi felvételen is látható.
- Anton Pavlovics Csehov: Három nővér (Mása)
- Katona József: Bánk bán (Melinda, Izidóra)
- Miroslav Krleža: Léda (Melita)
- Móricz Zsigmond: Úri muri (Rhédey Eszter)
- Németh László: Villámfénynél (Anna)
- Alekszandr Nyikolajevics Osztrovszkij: Farkasok és bárányok (Kupavina)
- Friedrich Schiller: Don Carlos (Erzsébet)
- Lev Tolsztoj – Piscator: Élő holttest (Liza)
- Lev Tolsztoj – Székely J.: Anna Karenina (Anna Karenina)
- William Shakespeare: Szentivánéji álom (Titánia)
- William Shakespeare: Vízkereszt, vagy amit akartok (Olívia)
- William Shakespeare: A windsori víg nők (Anna Page)

## Filmjei
- Megtörtént bűnügyek (tévésorozat, az Iskolatársak voltak című epizódban) (1978) – Fodorné
- A vád tanúi (tévéfilm, 1976)
- A fej (tévéfilm, 1976)
- Hazudós Jakab (Jakob, der Lügner) (1975) – Josefa
- Gúnyos mosoly (tévéfilm, 1974) – Zizi
- Kalandok és figurák (1974; tévéfilm sorozat) – Emma (a Kanizsa messze van című epizód)
- Sötétkamra (1973; tévéfilm) – ifj. Terleyné
- Zrínyi (tévéfilm sorozat, 1973) – Frangepán Katalin
- A fiú, a lány és egy pillanat (1973; tévéfilm) – Batiziné
- N.N., a halál angyala (1970) – Adamkó Vera
- Imposztorok (1969) – Anada grófnő
- Platonov szerelmei (1967) – Anna Petrovna
- Aranysárkány (1966) – Flóri néni
- Hideg napok (1966) – Bükyné, Rózsa
- Édes és keserű (1966) – Kelemenné
- Ha egyszer húsz év múlva (1964) – Takácsné
- Miért rosszak a magyar filmek? (1964) – Hideg Alíz
- Egy pár papucs (1964; tévéfilm) – Edit
- Párbeszéd (1963) – Szalkayné
- Pacsirta (1963) – Dobáné
- Kertes házak utcája (1962) – Panni, Máté felesége
- Polnočná omša (Éjféli mise) (1962) – Angela
- Katonazene (1961) – Anna, Barlay felesége
- Zápor (1961) – Patóné, Mari
- Hosszú az út hazáig (1960) – Telcsné
- Zsuzsi (1960; tévéfilm) – Zsuzsi, özvegy menyecske
- Pár lépés a határ (1959) – Szabó menyasszonya
- Ház a sziklák alatt (1959) – Zsuzsa
- Szegény gazdagok (1959) – Anica
- Don Juan legutolsó kalandja (1958) – Lukács Kata
- Csempészek (1958) – Anyica
- Láz (1957) – Takács Flóra
- Bakaruhában (1957) – Vilma
- A tettes ismeretlen (1957) – Schneiderné
- Dani (1957) – Eszter
- Szakadék (1956) – Böröcz Horváth Klári

## Emlékezete
Neki és férjének, Gyarmati Dezsőnek állít emléket Vitézy László 2017-ben bemutatott filmje, A színésznő.